# Tanycyt

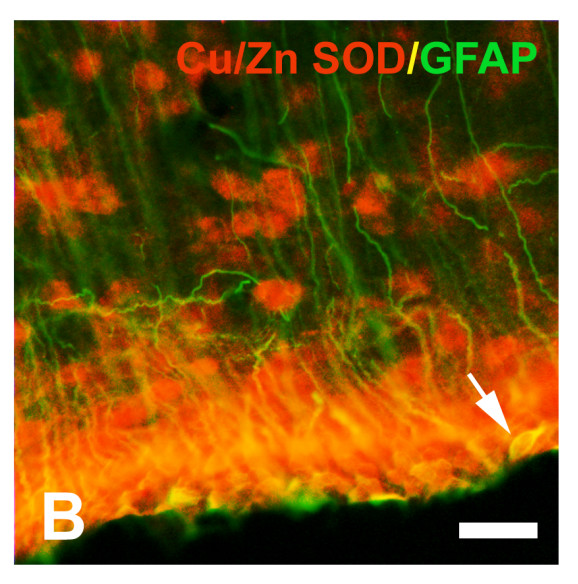
Snímek z fluorescenčního mikroskopu, na obrázku je stěna třetí mozkové komory, šipka ukazuje na tanycyt.

Tanycyty (z řeckého tanus – protáhlý) jsou morfologicky specializované ependymální buňky nacházející se na bázi III. mozkové komory.
Od ostatních ependymálních buněk se liší dlouhými výběžky a výraznými synaptickými částmi, kterými propojují mozkové kapiláry s neurony více vzdálenými od III. mozkové komory. Tanycyty také nemají cílie a jsou mezi sebou propojeny pomocí těsných spojů (tight junctions). 

## Popis
Tanycyty jsou bipolární protáhlé buňky. Jejich apikální konec, který se dotýká mozkomíšního moku, je obalen množstvím mikroklků, různé cytoplazmatické výběžky a jednu nebo dvě cílie. Golgiho aparát je také protáhlý, cytoplazma obsahuje málo ribozomů, prakticky postrádá hrubé endoplazmatické retikulum a obsahuje několik tukových kapének. Dobře detekovatelné jsou jejich výběžky, které jsou plné mikrotubulů, intermediálních filament a množstvím podlouhlých mitochondrií.
Klasické ependymální buňky jsou propojeny vodivými spoji (gap junctions), tanycyty mezi sebou komunikují skrz těsné spoje (tight junctions). 

## Funkce
Tanycyty hrají důležitou roli v usnadnění přenosu hormonů a jiných substancí v mozku. Jejich dlouhé výběžky jim umožňují přenos hormonů přímo ze III. komory do specifické části neurohypofýzy zvané eminentia mediana. Hormony syntetizované neurosekrečními buňkami (rozkládajícími se od hypothalamu až do neurohypofýzy) jsou skrze tanycyty transportovány do mozkomíšního moku III. mozkové komory. 
β tanycyty jsou polarizované transportní buňky zodpovědné za pohyb molekul z mozkomíšního moku do portálního oběhu. Absorpce molekul v tanycytech je zprostředkována klathrin-dependentní a kaveolin-dependentní endocytózou. Klathrin je přítomný na pólech buněk mozkové komory a prakticky chybí na pólech bazálních buněk (což polaritu buněk dokazuje). Tanycyty jsou spojeny s mnoha neuroendokrinními mechanismy tím, že jsou schopny produkovat také enzymy. V mozkomíšním moku nacházíme mnoho enzymů zodpovědných za syntézu steroidních sloučenin.
V krysím modelu byla nalezena 5a-reduktáza, která je zodpovědná za konverzi testosteronu a progesteronu na dihydrotestosteron a dihydroprogesteron. Enzymy tyroxin-jodid-peroxidasa (deiodinasa) typu I a II je schopna změnit konformaci T3 (trijodtyronin) na T4 (tyroxin) a tak aktivovat tento hormon brzlíku. Jodid-peroxidasa typu II má v CNS převahu a nachází se ve všech typech tanycytů, v cytoplazmě. Výzkumy naznačují, že jodid-peroxidasa typu II má důležitou roli v lokálním přístupu T3 do hypothalamu a dalších částí CNS přes mozkomíšní mok.
Při laboratorních testech byly v potkanech tanycyty transplantovány do jejich poškozené míchy a prokázala se jejich podpora regenerace poškozených axonů.

## Morfologie
Tanycyty mají některé stejné vlastnosti jako astrocyty(gliové buňky). Jejich tvar a poloha naznačovala, že jde o radiální gliové buňky, které zůstávají v hypothalamu po celý život. Díky některým vlastnostem se ale tanycyty dají od radiálních gliových buněk odlišit. Tanycyty v potkanech se začínají vyvíjet v posledních dvou dnech březosti a pokračují ve vývoji ještě jeden měsíc po porodu, kdy se plně diferencují. Naproti tomu radiální gliové buňky jsou klíčovou komponentou v embryotickém mozku.

## Typy tanycytů
Rozlišujeme 4 výrazně se odlišující subtypy tanycytů (v modelu potkana), každý má jinou charakteristiku jako poloha, prostorová orientace, morfologie, cytochemie, ultrastruktura a určité funkce. Tyto subtypy se označují jako α1, α2, β1 a β2.
α tanycyty se nachází na spodní a zevní stěně třetí komory, zatímco β tanycyty jsou na její bázi v úzkém spojení s eminentia mediana.
- α1 tanycyty jsou shromážděny v místě ventromediálního jádra a části dorzomediálního jádra. Tato jádra jsou ovlivněna bazálními ději v α1 tanycytech. α2 tanycyty jsou v místě arkuátního jádra a většina z nich projektuje své bazální děje jen v místě tohoto jádra.
- β1 tanycyty tvoří laterální (boční) invaginace v infundibulární části třetí komory a ovlivňují procesy v okolí portálních kapilár (v tzv. perivaskulárním prostoru) v lateroexternální oblasti. β2 tanycyty se naopak nachází na spodní části infundibulární části třetí komory a jejich bazální procesy zasahují do portálních kapilár v části hypothalamu zvané eminentia mediana.

α tanycyty tedy vyplňují mezeru mezi lumen třetí komory s cévami středního hypothalamu, β tanycyty představují anatomické spojení mezi komorovým mozkomíšním mokem a portální krví. β2 tanycyty vytvářejí bariéru mezi mozkomíšním mokem a neuropily (spojovací výběžky neuronů) v eminentia mediana. Jiná funkční odlišnost je v tom, že oba α tanycyty i β1 tanycyty obsahují glukosa-1 přenašeče, zatímco β2 tanycyty ne. β1 tanycyty také produkují vazebný protein pro růstový faktor podobný inzulínu, β2 tanycyty nikoliv.